# Peter Matz
Pour les articles homonymes, voir Matz (homonymie).
Peter Matz est un compositeur américain né le 6 novembre 1928 à Pittsburgh, Pennsylvanie (États-Unis), décédé le 9 août 2002 à Los Angeles (Californie).

## Filmographie
- 1967 : The Kraft Music Hall (série télévisée)
- 1968 : Bye Bye Braverman
- 1969 : La Valse des truands (Marlowe)
- 1971 : Singer Presents Burt Bacharach (TV)
- 1971 : Julie and Carol at Lincoln Center (TV)
- 1972 : Emergency! (série télévisée)
- 1972 : Rivals
- 1973 : I Heard the Owl Call My Name (TV)
- 1974 : Larry (TV)
- 1974 : Mr. and Mrs. Cop (TV)
- 1975 : In This House of Brede (TV)
- 1975 : Funny Lady
- 1976 : CBS Salutes Lucy: The First 25 Years (TV)
- 1976 : The Dark Side of Innocence (TV)
- 1976 : L'Appel de la forêt (Call of the Wild) (TV)
- 1976 : Just an Old Sweet Song (TV)
- 1976 : The Great Houdini (TV)
- 1976 : C.P.O. Sharkey (série télévisée)
- 1977 : Rosetti and Ryan: Men Who Love Women (TV)
- 1977 : Terraces (TV)
- 1978 : Opération charme (en) (Operation Petticoat)
- 1977 : Telethon (TV)
- 1977 : The Last Hurrah (en) (TV)
- 1978 : Special Olympics (TV)
- 1978 : The Two-Five (TV)
- 1978 : Murder at the Mardi Gras (TV)
- 1978 : Happily Ever After (TV)
- 1978 : One in a Million: The Ron LeFlore Story (TV)
- 1978 : The Grass Is Always Greener Over the Septic Tank (TV)
- 1978 : First, You Cry (TV)
- 1979 : I Know Why the Caged Bird Sings (TV)
- 1979 : Most Deadly Passage (TV)
- 1979 : Detective School (série télévisée)
- 1979 : Can You Hear the Laughter? The Story of Freddie Prinze (TV)
- 1979 : The Tenth Month (TV)
- 1979 : Love for Rent (TV)
- 1979 : The Prize Fighter
- 1979 : The Man in the Santa Claus Suit (TV)
- 1980 : Valentine Magic on Love Island (TV)
- 1980 : White Mama (TV)
- 1980 : Fun and Games (TV)
- 1980 : Good Time Harry (série télévisée)
- 1980 : Father Damien: The Leper Priest (TV)
- 1980 : The Private Eyes
- 1981 : The Killing of Randy Webster (TV)
- 1981 : Crazy Times (TV)
- 1982 : Drop-Out Father (TV)
- 1982 : Tentez votre chance (Take Your Best Shot) (TV)
- 1985 : Lust in the Dust
- 1986 : Mrs. Delafield Wants to Marry (TV)
- 1986 : As Is (TV)
- 1987 : Plaza Suite (TV)
- 1987 : Stone Fox (TV)
- 1988 : Laura Lansing Slept Here (TV)
- 1988 : Cadets (TV)
- 1989 : When We Were Young (TV)
- 1990 : The Gumshoe Kid
- 1991 : The 10 Million Dollar Getaway (TV)
- 1991 : Stepping Out
- 1994 : Est-ce bien de l'amour? (This Can't Be Love) (TV)
- 1994 : Un amour oublié (This Can't Be Love) (TV)